# Edison Studios
Pour les articles homonymes, voir Edison.
Edison Studios était une compagnie de production américaine lancée par la Edison Company, de l'inventeur Thomas Edison, qui a existé de 1894 à 1918. Ce studio produit plus de mille deux cents films sous le nom de Edison Manufacturing Company, entre 1894 et 1911, et sous le nom de Thomas A. Edison, Inc., de 1911 à 1918. En 1912, la Compagnie reste encore la première maison de production cinématographique américaine (en métrage total de films)).

## Historique

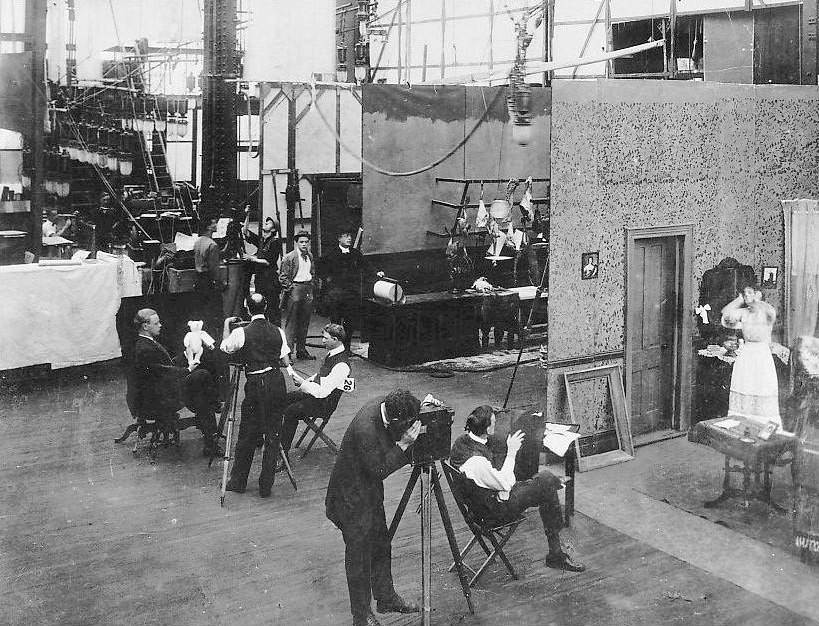
Plusieurs films peuvent être tournés l'un à côté de l'autre dans les studios du Bronx, sans se gêner mutuellement, car ce sont des films muets. Les éclairages électriques favorisent cette proximité en permettant de fermer les décors sur 3 côtés.

Le premier studio décidé par Edison, le Black Maria dans West Orange (New Jersey), est le premier studio de cinéma de l'histoire, construit entre 1892 et 1893. Jugé trop exigu pour évoluer vers des tournages plus complexes que les premiers films, il est remplacé par un vaste studio vitré, du modèle de celui de Georges Méliès, situé au 21st Street à Manhattan, à partir de 1901, puis dans le Bronx en 1907.
Thomas Edison ne dirige pas lui-même les studios, c'est William Gilmore, en tant que vice-président, qui supervise la production. Et c'est William K.L. Dickson, assistant d'Edison, qui met au point le Kinétographe (caméra argentique), et le Kinétoscope (appareil de appareil de visionnement argentique individuel) et réalise la majorité des premiers films du cinéma, de 1891 à 1895. À partir de 1894, les films Edison sont exploités dans les Kinetoscope Parlors, les ancêtres des salles de cinéma. À l’entrée, « on paie vingt-cinq cents, ce qui n’est pas bon marché, mais on peut visionner autant de films qu’on le désire », des films d'environ 1 minute chacun. Devant le succès de ces établissements, et malgré les exhortations de Dickson, Edison refuse de faire étudier un appareil de projection sur écran (affirmant que « l'on tuerait ainsi la poule aux œufs d'or ». Dickson se sépare d'Edison et rejoint l'American Mutoscope and Biograph Company en 1895. William Heise, alors assistant de Dickson, le remplace.
« Cent quarante-huit films sont tournés entre 1890 et septembre 1895 par Dickson et William Heise. » Avant les premières vues photographiques animées des frères Lumière, le catalogue des films Edison est donc déjà très riche et s'ajoutent jusqu'en 1918 des films qui sont particulièrement remarqués par le public, tels The Kiss (Le Baiser), réalisé par William Heise en 1896, Le Vol du grand rapide (The Great Train Robbery), réalisé par Edwin Stanton Porter en 1903, ou le premier Frankenstein, réalisé par J. Searle Dawley en 1910.

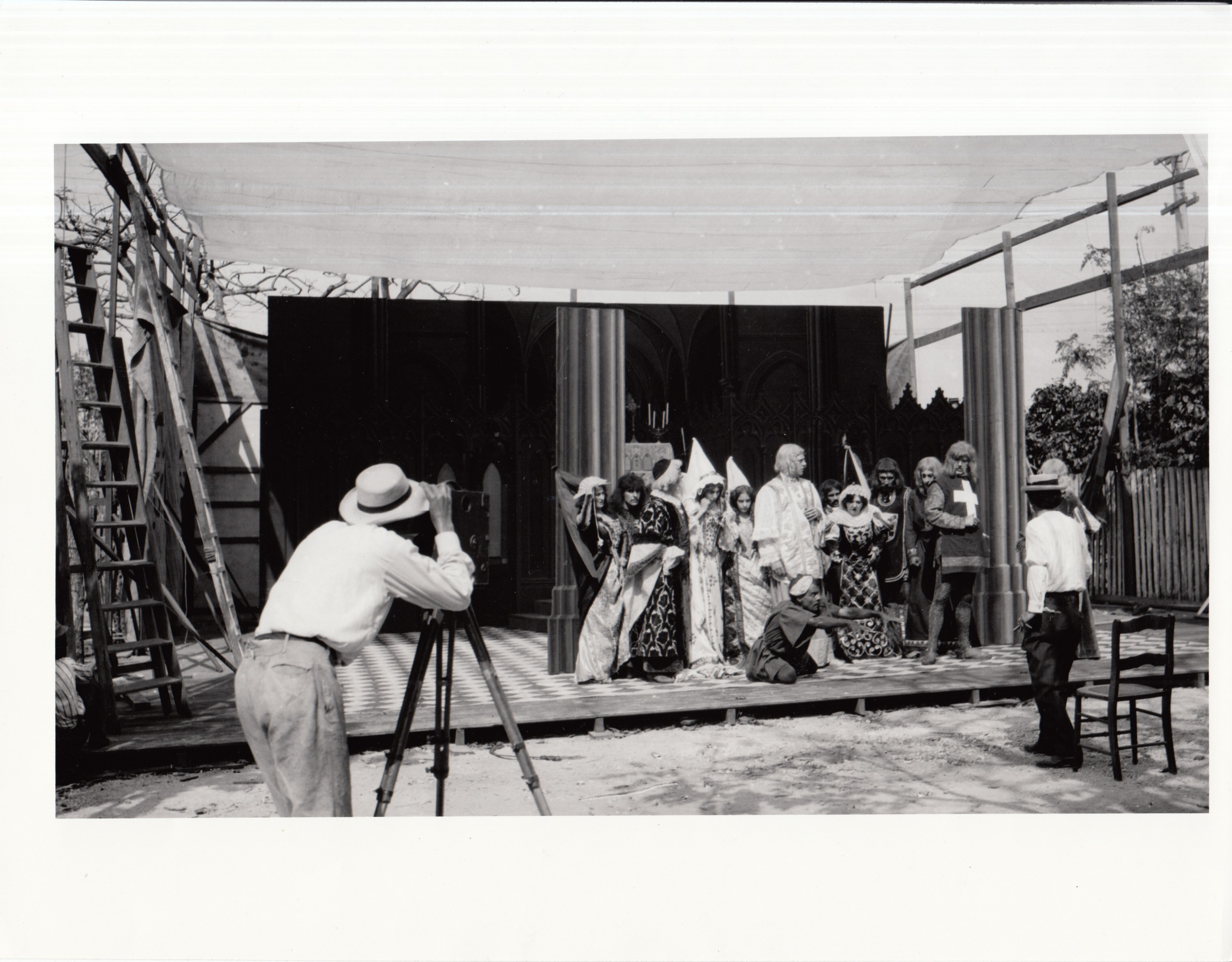
Tournage en 1911.

La société développe également une politique de distribution de films étrangers. C'est ainsi qu'elle distribue des films français produits par Pathé frères, tels qu'Une tempête dans une chambre à coucher, réalisé par Ferdinand Zecca en 1901, qui  sort aux États-Unis en 1902 sous le titre Going to Bed Under Difficulties. Ainsi que le fameux Voyage dans la Lune, réalisé par Georges Méliès en 1902.
En 1908, Edison crée la Motion Picture Patents Company pour avoir le contrôle de l'exploitation de ses inventions dans l'industrie du cinéma (notamment du format 35 mm, contrefait dans le monde entier). Un accord entre Edison et tous les antagonistes des procès qu'il mène depuis quelques années, permet, moyennant des contreparties financières pour sa société, la reconnaissance du format Edison (35 mm à quatre perforations de chaque côté des photogrammes) comme format standard du cinéma mondial. « Edison fit accomplir au cinéma une étape décisive, en créant le film moderne de 35 mm, à quatre paires de perforations par image. »
Mais le trust dont rêve Edison pour s'imposer aux États-Unis contre les maisons de production concurrentes, est déclaré illégal en 1915 par une cour fédérale et  doit être dissous aux frais de son fondateur. Edison est ainsi frappé financièrement et finalement les studios Edison cessent leurs activités en 1918 après avoir produit Le Sceptique (The Unbeliever), réalisé par Alan Crosland, un film qui milite pour l'engagement des États-Unis dans la Première Guerre mondiale.

## Filmographie partielle
- 1893 : Blacksmith Scene de William Kennedy Laurie Dickson
- 1894 : L'Éternuement de Fred Ott (Fred Ott's Sneeze) de William Kennedy Laurie Dickson
- 1894 : Sandow de William Kennedy Laurie Dickson
- 1894 : Carmencita de William Kennedy Laurie Dickson
- 1894 : Sun Dance de William Kennedy Laurie Dickson
- 1896 : A Morning Alarm de William Heise, James White
- 1899 : Strange Adventure of New York Drummer d'Edwin S. Porter
- 1900 : Capture of Boer Battery by British de James H. White
- 1900 : The Enchanted Drawing de James Stuart Blackton
- 1900 : An Artist's Dream d'Edwin S. Porter
- 1900 : Hooligan assists the Magician de James Stuart Blackton et Albert E. Smith
- 1901 : The Artist's Dilemma d'Edwin S. Porter
- 1901 : Circular Panorama of the Electric Tower and Pond un documentaire
- 1901 : The Donkey Party d'Edwin S. Porter
- 1901 : The Finish of Bridget McKeen d'Edwin S. Porter
- 1901 : A Joke on Grandma d'Edwin S. Porter
- 1901 : Laura Comstock's Bag-Punching Dog d'Edwin S. Porter
- 1901 : The Martyred Presidents d'Edwin S. Porter
- 1901 : President McKinley Inauguration Footage un documentaire d'actualité
- 1901 : Ruhlin in His Training Quarters
- 1901 : The Fox Hunt un documentaire animalier
- 1902 : Babies Rolling Eggs d'Edwin S. Porter
- 1902 : The Twentieth Century Tramp; or, Happy Hooligan and His Airship d'Edwin S. Porter
- 1903 : Le Vol du grand rapide (The Great Train Robbery) d'Edwin S. Porter et Wallace McCutcheon
- 1903 : Life of an American Fireman d'Edwin S. Porter
- 1904 : The Ex-Convict d'Edwin S. Porter
- 1904 : Nervy Nat Kisses the Bride d'Edwin S. Porter
- 1904 : Scarecrow Pump d'Edwin S. Porter
- 1905 : The Kleptomaniac d'Edwin S. Porter
- 1905 : The Seven Ages d'Edwin S. Porter
- 1905 : The Watermelon Patch d'Edwin S. Porter
- 1905 : The Train Wreckers d'Edwin S. Porter
- 1906 : Getting Evidence d'Edwin S. Porter
- 1907 : Daniel Boone d'Edwin S. Porter et Wallace McCutcheon
- 1910 : Frankenstein de J. Searle Dawley
- 1912 : The Crime of Carelessness